# Udmat
Udmat je naselje v Občini Laško.